# Provinciale weg 555
De provinciale weg 555 (N555) is een voormalige provinciale weg in de Nederlandse provincie Limburg. De weg loopt van Broekhuizen via Lottum en Grubbenvorst naar Blerick en is tegenwoordig in beheer en onderhoud bij de gemeenten.
De N555 had een lengte van 11,3 kilometer en bestond uit de volgende straten:
- Broekhuizen: Lottumseweg
- Lottum: Broekhuizerweg, Markt, Hoofdstraat, Grubbenvorsterweg
- Grubbenvorst: Lottumseweg, Venloseweg
- Blerick: Grubbenvorsterweg

In Blerick sloot de weg met een ongelijkvloerse kruising aan op de Venrayseweg. Het weggedeelte tussen Grubbenvorst en Blerick is tegenwoordig voor autoverkeer onderbroken.
N62 · N69 · N251 · N252 · N253 · N254 · N255 · N256/A256 · N257 · N258 · N260 · N261 · N262 · N263 · N264 · N266 · N267 · N268 · N269 · N270/A270 · N271 · N272 · N273 · N274 · N275 · N276 · N277 · N278 · N279 · N280 · N281 · N282 · N283 · N284 · N285 · N286 · N287 · N288 · N289 · N290 · N291 · N292 · N293 · N294 · N295 · N296 · N296n · N297 · N298 · N300 · N321 · N322 · N324 · N329 · N389 · N394 · N395 · N396 · N397

N556 · N562 · N564 · N570 · N572 · N590 · N595 · N598 · N601 · N602 · N605 · N607 · N612 · N613 · N615 · N616 · N617 · N618 · N620 · N622 · N625 · N629 · N631 · N632 · N637 · N638 · N639 · N640 · N641 · N651 · N652 · N653 · N654 · N655 · N656 · N658 · N659 · N660 · N661 · N662 · N663 · N664 · N665 · N666 · N667 · N668 · N669 · N670 · N671 · N673 · N674 · N675 · N676 · N682 · N683 · N686 · N689 · N690 · N831 · N843

Voormalige provinciale wegen: N299 · N551 · N552 · N553 · N554 · N555 · N560 · N561 · N563 · N565 · N566 · N567 · N568 · N571 · N574 · N580 · N581 · N582 · N583 · N584 · N585 · N586 · N587 · N588 · N589 · N591 · N592 · N593 · N594 · N596 · N597 · N603 · N604 · N606 · N608 · N610 · N611 · N614 · N619 · N621 · N623 · N624 · N626 · N628 · N630 · N634 · N642 · N657